# Félix Barbecot
 (octobre 2024).
Genès, dit Félix Barbecot est un homme politique français né le 3 août 1876 à Clermont-Ferrand (Puy-de-Dôme) et décédé le 30 juillet 1952 à Paris.

## Biographie
Employé dans un magasin de nouveautés à Clermont-Ferrand, puis dans les grands magasins à Paris, il se lance rapidement dans les luttes syndicales, notamment celle qui permet la fermeture des magasins à 8 heures, en 1899. En 1907, il adhère au Parti socialiste unifié, puis rejoint la IIIe internationale en 1920. Il est député de Seine-et-Oise de 1924 à 1928, inscrit au groupe communiste. 

## Sources
- « Félix Barbecot », dans le Dictionnaire des parlementaires français (1889-1940), sous la direction de Jean Jolly, PUF, 1960 [détail de l’édition]